# Jan (biskup serecki)
Jan I (zm. ok. 1393) – polski duchowny katolicki, dominikanin, biskup serecki.
Wstąpił do zakonu dominikanów w Krakowie. Był penitencjarzem papieskim i spowiednikiem na dworze królewskim w Krakowie. W 1386 r. został mianowany przez papieża Urbana VI biskupem sereckim. Nie rezydował w swojej diecezji pełniąc funkcję krakowskiego biskupa pomocniczego.